# Jumboïsation
La jumboïsation (ce néologisme est aussi écrit « jumboisation » ou « jumbo-isation ») est une technique de construction navale consistant à agrandir substantiellement un navire déjà existant en allongeant sa coque. Contrairement à un simple ajout d'équipements ou à un carénage, c'est une opération technique longue et requérant les compétences et moyens de levage d'un chantier naval spécialisé.
L'intérêt est généralement d'accroître la capacité et donc le potentiel de revenu d'un navire sans devoir en construire ou en acquérir un autre. Cette technique a déjà été employée avec succès sur des navires de croisière, des ferries, des pétroliers, quoique le terme ait aussi été employé pour de petites unités comme des voiliers de plaisance, des vedettes de croisières à passagers ou des thoniers.

## Méthodes
Il existe différentes méthodes pour « jumboïser » un navire. Dans le cas des grands navires de commerce et de façon générale pour les navires ayant une longue section d'alignement parallèle, la jumboïsation s'effectue en coupant le navire en deux à un endroit précis,  en ajoutant une nouvelle section préfabriquée ayant le même alignement entre les deux bouts coupés, avec renforcement de la quille aux parties soudées, puis en ressoudant l'ensemble grâce à des travaux appropriés sous le contrôle du QSE. Cette opération suppose une étude précise et l'intervention de nombreux ingénieurs et architectes navals, mais aussi de moyens puissants de levage : portiques pour soulever la lourde partie à ajouter, parfois un transporteur de colis lourds si la partie provient d'un autre chantier, etc.
L'ensemble de la découpe et installation de la nouvelle section a lieu en cale sèche afin de faciliter les travaux d'assemblages et de soudure, mais l'insertion de la nouvelle partie exige de déplacer les deux parties de la coque : celle-ci est soit déplacée par roulement, soit en la remettant à flot le temps du déplacement.
Pour les plus petits bateaux, l'agrandissement se fait plus souvent en remplaçant la partie avant ou arrière de la coque par une nouvelle : en effet, les petits bateaux (en dessous de 80 m) ont rarement une forme de coque compatible avec la précédente méthode, et un agrandissement suppose le remplacement intégral de toute une partie.

## Origine du nom
La jumboisation doit son nom au premier navire à avoir été traité, le Jumbo.

## Exemples
Sur les grands navires de commerce, les sections insérées font en général 20 à 30 m de long, soit la taille d'une cuve de pétrolier, d'une cale de vraquier ou d'une série de cabines d'un paquebot.
Sur les petits navires, vedettes à passagers ou de croisières, la partie ajoutée est souvent un ou des compartiments étanches ou un local de stockage.
Des exemples notables sont :
- le pétrolier géant Knock Nevis, devenu le plus grand navire au monde après un tel allongement ;
- le Torrey Canyon, pétrolier naufragé sur les cotes britanniques le 18 mars 1967 ;
- les car-ferries Île de Beauté et Liberté de la SNCM.
- les car-ferries Corsica Victoria et Sardinia Regina de la Corsica Ferries.